# Horst Cotta
Horst Cotta (* 15. Juli 1928 in Berlin; † 28. März 2011 in München) war ein deutscher Orthopäde und Hochschullehrer.

## Leben
Als Schüler von Alfred Nikolaus Witt folgte Cotta 1967 dem Ruf der Ruprecht-Karls-Universität Heidelberg auf den Lehrstuhl für Orthopädie. Vom 1. Juni 1967 bis 1996 war er Direktor der Orthopädischen Universitätsklinik Heidelberg. Er machte die Heidelberger Orthopädie zur einflussreichsten in Deutschland und begründete den internationalen Ruf der Klinik.
Wie sein Lehrer stand Cotta der Unfallchirurgie nahe und betrieb die so schwierige wie überfällige Zusammenführung der beiden Fächer. Er war Gründungsmitglied (2008) und Ehrenmitglied (2010) der Deutschen Gesellschaft für Orthopädie und Unfallchirurgie sowie Ehrenmitglied der Deutschen Gesellschaft für Orthopädie und Orthopädische Chirurgie (1993).

## Präsidentschaften
- Vereinigung süddeutscher Orthopäden (1971)
- Deutsche Gesellschaft für Plastische und Wiederherstellungschirurgie (1979)
- Deutsche Gesellschaft für Orthopädie und Traumatologie (1981)
- Deutsche Gesellschaft für Unfallchirurgie (1986)

## Ehrungen
- Verdienstkreuz am Bande der Bundesrepublik Deutschland (1980)
- Verdienstkreuz 1. Klasse der Bundesrepublik Deutschland (1988)
- Sächsischer Verdienstorden (11. August 2003)
- Johann-Friedrich-Dieffenbach-Büste
- Ernst-von-Bergmann-Plakette der Bundesärztekammer
- Purkyně-Ehrenmedaille der Tschechoslowakischen Akademie der Wissenschaften
- Dr. med. h. c. der Semmelweis-Universität
- Mitglied der Leopoldina (1976)
- Ehrenmitglied zahlreicher deutscher und internationaler Fachgesellschaften